# Tomás de Paula Pessoa Rodrigues
Tomás de Paula Pessoa Rodrigues (Fortaleza, Ceará, 24 de novembro de 1873 — Rio de Janeiro, 25 de outubro de 1957) foi um advogado e político brasileiro. Era filho de Antônio Joaquim Rodrigues Júnior e de Maria Luísa de Paula Pessoa, filha do ex-senador Francisco de Paula Pessoa, casou-se com Manoela Castalo e foi pai do ex-deputado federal Egberto de Paula Pessoa, Maria Luiza Pessoa Rodrigues, Cordélia de Paula Pessoa Rodrigues, Nydia de Paula Pessoa Rodrigues e Vera de Paula Pessoa Rodrigues.
Foi senador pelo Ceará de 1924 a 1930, além de deputado federal de 1915 a 1917 e de 1921 a 1924.